# Federació d'Independents d'Eivissa i Formentera
Federació d'Independents d'Eivissa i Formentera (FIEF) és una coalició política de les Pitiuses liderada per Cosme Vidal Juan, que es va presentar a les eleccions al Parlament de les Illes Balears de 1991 i, a les quals va obtenir un representant al Parlament de les Illes Balears i un altre al Consell Insular d'Eivissa i Formentera. A les eleccions al Parlament de les Illes Balears de 1995 va perdre ambdós escons i es va dissoldre en altres formacions d'independents.